# تصلح (اليمن)

تعديل مصدري - تعديل

تصلح هي إحدى قرى عزلة القارة بمديرية رصد التابعة لمحافظة أبين، بلغ تعداد سكانها 328 نسمة حسب تعداد اليمن لعام 2004.